# District de Dieuze
Le district de Dieuze est une ancienne division territoriale française du département de la Meurthe de 1790 à 1795.
Il était composé des cantons de Dieuze, Alberstroff, Bassing, Couthil, Fénétrange et Fribourg.